# Soleneiscus apicalis
Soleneiscus apicalis är en svampdjursart som först beskrevs av Brøndsted 1931.  Soleneiscus apicalis ingår i släktet Soleneiscus och familjen Soleneiscidae. Inga underarter finns listade i Catalogue of Life.